# Елчиев, Фарадж Гейджа оглы
Фарадж Гейджа оглы Елчиев (азерб. Fərəc Göycə oğlu Yolçuyev; 1897, Шемахинский уезд — ?) — советский азербайджанский хлебороб, Герой Социалистического Труда (1948).

## Биография
Родился в 1897 году в селе Биджо Шемахинского уезда Бакинской губернии (ныне Ахсуинский район Азербайджана).
Участник Великой Отечественной войны.
С 1939 года бригадир колхоза имени Азизбекова Ахсуинского района. В 1947 году получил урожай пшеницы 32,59 центнеров с гектара на площади 17 гектаров.
С 1972 года пенсионер союзного значения.
Указом Президиума Верховного Совета СССР от 10 марта 1948 года за получение в 1947 году высоких урожаев пшеницы Елчиев Фарадж Гейджа оглы присвоено звание Героя Социалистического Труда с вручением ордена Ленина и золотой медали «Серп и Молот».